# Zair na Letnich Igrzyskach Olimpijskich 1984
Reprezentacja Zairu na Letnich Igrzyskach Olimpijskich 1984 liczyła ośmioro zawodników (7 mężczyzn i 1 kobietę), którzy startowali w 2 dyscyplinach. Zawodnicy z tego kraju nie zdobyli żadnego medalu. Chorążym reprezentacji Zairu była lekkoatletka Christine Bakombo. Najmłodszym reprezentantem Zairu na Letnich Igrzyskach Olimpijskich 1984 był 21-letni bokser Lutuma Diabateza, a najstarszym przedstawicielem tego kraju był 28-letni lekkoatleta Masini Situ–Kumbanga. Wszyscy zawodnicy reprezentowali swój kraj na igrzyskach po raz pierwszy.
Był to drugi start tej reprezentacji na igrzyskach olimpijskich. Najlepszym wynikiem, jaki osiągnęli reprezentanci Zairu na Letnich Igrzyskach Olimpijskich 1984, była 9. pozycja, jaką Kitenge Kitengewa zajął w rywalizacji pięściarzy w wadze półśredniej.

## Tło startu
Narodowy Komitet Olimpijski Zairu powstał w 1963 roku, a Międzynarodowy Komitet Olimpijski zatwierdził go w 1968 roku.
Zair (obecnie Demokratyczna Republika Konga) ma niewielkie tradycje sportowe. Świadczy o tym fakt, że do igrzysk w Los Angeles, reprezentanci tego kraju nie zdobywali medali na najważniejszych imprezach międzynarodowych. Największym sukcesem tego kraju było zdobycie brązowego medalu podczas Igrzysk Afrykańskich 1965, które były rozgrywane w stolicy Konga, Brazzaville.
Zair na letnich igrzyskach olimpijskich zadebiutował w 1968 roku (wówczas jako Demokratyczna Republika Konga). Jej reprezentanci do czasu startu w igrzyskach w Los Angeles nie zdobyli żadnego medalu olimpijskiego.

## Statystyki według dyscyplin
| Lp.     | Sport         | Mężczyźni | Kobiety |
| ------- | ------------- | --------- | ------- |
| 1.      | Boks          | 6         | 0       |
| 2.      | Lekkoatletyka | 1         | 1       |
| Łącznie | Łącznie       | 7         | 1       |

## Boks
Zair w boksie reprezentowało sześciu zawodników. Każdy z nich wystartował w jednej konkurencji. Dwóch zawodników rozpoczęło rywalizacje 31 lipca, zaś pozostali startowali 29 lipca oraz 1, 2 i 3 sierpnia.
Jako pierwszy podczas igrzysk w Los Angeles wystartował Muenge Kafuanka, który wziął udział w rywalizacji pięściarzy w wadze lekkopółśredniej. W pierwszej rundzie trafił na Jorge Maysoneta z Portoryko. Kafuanka przegrał przez RSC w drugiej rundzie (w 2 minucie), i tym samym odpadł z rywalizacji o medale, zajmując 33. miejsce. W tej konkurencji najlepszy był Jerry Page ze Stanów Zjednoczonych.
31 lipca kolejni bokserzy z tego kraju stoczyli swoje pojedynki. Jednym z nich był Lutuma Diabateza, który wziął udział w rywalizacji pięściarzy w wadze muszej. W pierwszej rundzie jego przeciwnikiem był José Rodríguez z Portoryko, z którym Diabateza przegrał jednogłośnie (0:5) i zajął 17. miejsce. Najlepszym bokserem w wadze muszej został Steve McCrory ze Stanów Zjednoczonych.
Kolejnym reprezentantem Zairu na tych igrzyskach, był Fubulume Inyama, który wziął udział w rywalizacji pięściarzy w wadze lekkośredniej. W pierwszej rundzie miał wolny los. W drugiej jego przeciwnikiem był reprezentant Tonga, Elone Lutui, z którym przegrał 1:4. Podobnie jak Diabateza, uplasował się na 17. miejscu. W tej konkurencji najlepszy był Frank Tate ze Stanów Zjednoczonych.
1 sierpnia wystartował kolejny bokser – Kitenge Kitengewa, który wziął udział w rywalizacji pięściarzy w wadze półśredniej. W pierwszej rundzie miał wolny los. W drugiej trafił na boksera sotyjskiego, którym był Lefa Tsapi. Kitengewa wygrał przez RSC w pierwszej rundzie (w 2 minucie i 10 sekundzie). Kolejnym rywalem był Dwight Frazer z Jamajki. Tym razem Kitengewa przegrał 2:3, i odpadł z rywalizacji. W tej konkurencji najlepszy był Mark Breland ze Stanów Zjednoczonych.
Następnym bokserem z Zairu był Tshoza Mukuta, który startował w wadze koguciej. W pierwszej rundzie miał wolny los. W drugiej jego przeciwnikiem był Pedro Décima z Argentyny, z którym Mukuta przegrał jednogłośnie (0:5) i zajął 17. miejsce. Najlepszym bokserem w wadze koguciej został Maurizio Stecca z Włoch.
Ostatnim reprezentantem Zairu w boksie, był André Kimbu Mboma, który wziął udział w rywalizacji pięściarzy w wadze lekkiej. W pierwszej rundzie miał wolny los. W drugiej jego przeciwnikiem był reprezentant Gujany, Gordon Carew, z którym przegrał 0:5, i uplasował się na 17. miejscu. W tej konkurencji najlepszy był Pernell Whitaker ze Stanów Zjednoczonych.
Mężczyźni
| Zawodnik          | Konkurencja          | 1/32                             | 1/16                            | 1/8               | Ćwierćfinał      | Półfinał         | Finał            | Finał   |
| Zawodnik          | Konkurencja          | Przeciwnik Wynik                 | Przeciwnik Wynik                | Przeciwnik Wynik  | Przeciwnik Wynik | Przeciwnik Wynik | Przeciwnik Wynik | Pozycja |
| ----------------- | -------------------- | -------------------------------- | ------------------------------- | ----------------- | ---------------- | ---------------- | ---------------- | ------- |
| Muenge Kafuanka   | waga lekkopółśrednia | Jorge Maysonet RSC (druga runda) | NQ                              | NQ                | NQ               | NQ               | NQ               | 33T     |
| Lutuma Diabateza  | waga musza           | —                                | José Rodríguez 0:5              | NQ                | NQ               | NQ               | NQ               | 17T     |
| Fubulume Inyama   | waga lekkośrednia    | BYE                              | Elone Lutui 1:4                 | NQ                | NQ               | NQ               | NQ               | 17T     |
| Kitenge Kitengewa | waga półśrednia      | —                                | Lefa Tsapi RSC (pierwsza runda) | Dwight Frazer 2:3 | NQ               | NQ               | NQ               | 9T      |
| Tshoza Mukuta     | waga kogucia         | BYE                              | Pedro Décima 0:5                | NQ                | NQ               | NQ               | NQ               | 17T     |
| André Kimbu Mboma | waga lekka           | BYE                              | Gordon Carew 0:5                | NQ                | NQ               | NQ               | NQ               | 17T     |

## Lekkoatletyka
Zair w lekkoatletyce reprezentowało dwoje zawodników (jedna zawodniczka wystartowała w jednej konkurencji natomiast jeden wystąpił w dwóch konkurencjach).
Jako pierwsza podczas igrzysk w Los Angeles wystartowała Christine Bakombo, która wzięła udział w rywalizacji biegaczek na 800 metrów. Startowała z siódmego toru w pierwszym biegu eliminacyjnym. Z wynikiem 2:18,79 zajęła ostatnie, 8. miejsce w swoim biegu, a w końcowej klasyfikacji pierwszej rundy zajęła ostatnie, 25. miejsce (odpadła z rywalizacji o medale). W tej konkurencji zwyciężyła Doina Melinte z Rumunii.
Drugim, i zarazem ostatnim reprezentantem Zairu, był Masini Situ–Kumbanga, który wziął udział w dwóch konkurencjach – w biegu na 5000 metrów oraz w biegu maratońskim. W tej pierwszej Situ-Kumbanga startował w czwartym biegu eliminacyjnym. Uzyskawszy czas 15:02,52, zajął przedostatnie, 12. miejsce, co nie dało mu awansu do biegów półfinałowych (w łącznej klasyfikacji pierwszej rundy zajął 47. miejsce na 56 startujących). Zwycięzcą tej konkurencji został Saïd Aouita z Maroka.
12 sierpnia, Situ–Kumbanga wziął udział w maratonie, jednakże nie dobiegł do mety. Zwyciężył Carlos Lopes z Portugalii.
Mężczyźni
| Zawodnik             | Konkurencja         | Eliminacje | Eliminacje | Ćwierćfinał | Ćwierćfinał | Półfinał | Półfinał | Finał    | Finał   |
| Zawodnik             | Konkurencja         | Rezultat   | Miejsce    | Rezultat    | Miejsce     | Rezultat | Miejsce  | Rezultat | Miejsce |
| -------------------- | ------------------- | ---------- | ---------- | ----------- | ----------- | -------- | -------- | -------- | ------- |
| Masini Situ–Kumbanga | bieg na 5000 metrów | 15:02,52   | 46.        | —           | —           | NQ       | NQ       | NQ       | NQ      |
| Masini Situ–Kumbanga | bieg maratoński     | —          | —          | —           | —           | —        | —        | DNF      | DNF     |

Kobiety
| Zawodniczka       | Konkurencja        | Eliminacje | Eliminacje | Ćwierćfinał | Ćwierćfinał | Półfinał | Półfinał | Finał    | Finał   |
| Zawodniczka       | Konkurencja        | Rezultat   | Miejsce    | Rezultat    | Miejsce     | Rezultat | Miejsce  | Rezultat | Miejsce |
| ----------------- | ------------------ | ---------- | ---------- | ----------- | ----------- | -------- | -------- | -------- | ------- |
| Christine Bakombo | bieg na 800 metrów | 2:18,79    | 25.        | —           | —           | NQ       | NQ       | NQ       | NQ      |